# 德斯梅特湖怪物
德斯梅特湖怪物(英文：DeSmet Lake Monster)是指出没于美国怀俄明州德斯梅特湖的神秘动物。

## 历史
尽管当地印第安人便流传关于湖中水灵的故事，但真正的目击则主要来自白人殖民者的记录。1840年，皮埃尔·德斯梅特（Pierre DeSmet）神父成为第一名有记载的目击者，值得一提的是，德斯梅特湖便是以他的名字命名。在20世纪初，移民至此的白人开始流传着湖中有大海蛇出没的故事。铁路测量员爱德华·吉莱特（Edward Gillette）在1925年出版的《Locating the Iron Trail》一书中记录了湖怪的故事。民俗学研究者埃拉·E·克拉克（Ella E. Clark）在 1966年出版的《Legends from the Northern Rockies》一书记录关于德斯梅特湖过往的民间传说。